# Pizzo Cavregasco
Il Pizzo Cavregasco è una montagna delle Alpi Lepontine.

## Caratteristiche
Con i suoi 2535 m s.l.m. è la montagna più alta della provincia di Como (ma non il suo punto più alto: questo si trova lungo il confine Svizzero, in corrispondenza dell'anticima sud del Pizzo Paglia - detta Cima di Portola, alla quota di 2550 m) pur trovandosi parzialmente anche in quella di Sondrio. Esso appartiene al gruppo delle Alpi Lepontine e al sottogruppo denominato localmente "Catena dei Muncech", che segna il confine tra l'Italia e la Svizzera, partendo dal Passo San Jorio fino al Monte Berlinghera. La cima più alta della "catena dei Muncech" è in realtà il Pizzo Paglia, 2593 m s.l.m., ma la vetta si trova interamente in territorio elvetico, anche se di poche centinaia di metri.